# Макілала
Макілала, офіційно муніципалітет Макілала (тагал. Bayan ng Makilala, себуанська. Lungsod sa Makilala)— муніципалітет 1-го класу в провінції Котабато, Філіппіни. За даними перепису населення 2020 року, його населення становить 87 927 осіб.

## Історія
Муніципалітет Макілала, колишній барангай з назвою «Ламітан», був створений згідно з Указом № 63, виданим 8 вересня 1954 року тодішнім президентом Філіппін Рамоном Магсайсаєм.
Ім'я Макілала — це переплетення назв ранніх барангаїв цієї місцевості, а саме: Маласіла, Кісанте та Ламітан.

## Географія
Муніципалітет Макілала розташований у південно-східній частині провінції Котабато і останнє місто, що йде до міста Давао. Він межує з містом Кідапаван на півночі, муніципалітетом М'ланг на заході, провінцією Давао-дель-Сур на півдні та муніципалітетом Тулунан на південному сході.
Це 129 кілометрів (80 миль) від міста Котабато, 100 кілометрів (62 миль) від міста Давао та 114 кілометрів (71 миль) від міста Генерал Сантос.

## Барангаї
Макілала політично поділяється на 38 барангаїв:
- Batasan
- Bato
- Biangan
- Buena Vida
- Buhay
- Bulakanon
- Cabilao
- Concepcion
- Dagupan
- Garsika
- Guangan
- Indangan
- Jose Rizal
- Katipunan II
- Kawayanon
- Kisante
- Leboce
- Libertad
- Luayon
- Luna Norte
- Luna Sur
- Malabuan
- Malasila
- Malungon
- New Baguio
- New Bulatukan
- New Cebu
- Old Bulatukan
- Poblacion
- Rodero
- Saguing
- San Vicente
- Santa Felomina
- Santo Niño
- Sinkatulan
- Taluntalunan
- Villaflores
- New Israel

## Клімат
Кліматичний стан Макілали характеризується рівномірно розподіленими протягом року опадами, завдяки чому джерела текуть, річки живуть, а господарства продуктивні. Схили гори Апо, гори Лібадан, гори Гап і гори Напонгіс служать генераторами дощу, які забезпечують надійний режим опадів і прохолодний клімат.

## Населення
За переписом 2020 року населення Макілали, Котабато, становило 87 927 осіб  з щільністю 260 жителів на квадратний кілометр або 670 жителів на квадратну милю.

## Промисловість
Промисловість у Макілалі — це гумова промисловість, деревообробка та агропромислова продукція.
Їхні сільськогосподарські землі в основному засаджені каучуком, рисом, кокосом, кавою, бананом, овочами та відомими фруктами, такими як дуріан, маранг, рамбутан.